# Ashley Madekwe
Ashley Madekwe (ur. 6 grudnia 1981 w Londynie) – brytyjska aktorka, która wystąpiła m.in. w serialach Zemsta, Salem i Sekretny dziennik call girl. Nominowana do nagrody BAFTA za rolę w filmie County Lines.

## Filmografia

### Filmy
| Rok  | Tytuł                                           | Rola    | Uwagi |
| ---- | ----------------------------------------------- | ------- | ----- |
| 2006 | Venus                                           | aktorka |       |
| 2007 | Sen Kasandry                                    | Lucy    |       |
| 2008 | Jak stracić przyjaciół i zrazić do siebie ludzi | Vicky   |       |
| 2011 | Ofiara                                          | Tia     |       |
| 2016 | Monolith                                        | Jessa   |       |
| 2018 | The Morning After Thrill                        | Marie   |       |
| 2019 | County Lines                                    | Toni    |       |
| 2022 | Summering                                       | Joy     |       |

### Seriale
| Rok       | Tytuł                       | Rola                  | Uwagi   |
| --------- | --------------------------- | --------------------- | ------- |
| 1999      | The Bill                    | Janie Newton          | 1 odc.  |
| 2000      | Hope and Glory              | Dawn                  | 1 odc.  |
| 2000      | Down to Earth               | Julie                 | 1 odc.  |
| 2000      | Storm Damage                | Annalise              | film TV |
| 2001–2002 | Nauczyciele                 | Bev                   | 9 odc.  |
| 2006      | Vital Signs                 | Tart                  | 1 odc.  |
| 2006      | Doctors                     | Sophie Wells          | 1 odc.  |
| 2006      | Na sygnale                  | Jade Clark            | 1 odc.  |
| 2006      | Główny podejrzany           | Tanya                 | 1 odc.  |
| 2007      | Drop Dead Gorgeous          | Brogan Tully          | 3 odc.  |
| 2008      | Trial & Retribution         | Maria                 | 1 odc.  |
| 2008–2010 | Sekretny dziennik call girl | Bambi/Gloria White    | 13 odc. |
| 2008      | Trexx and Flipside          | Ollie                 | 8 odc.  |
| 2008      | Wallander                   | Dolores Maria Santana | 1 odc.  |
| 2009      | The Beautiful Life: TBL     | Marissa Delfina       | 4 odc.  |
| 2009      | Coming Up                   | Shanna                | 1 odc.  |
| 2011      | Bedlam                      | Molly Lucas           | 6 odc.  |
| 2011–2013 | Zemsta                      | Ashley Davenport      | 43 odc. |
| 2014–2017 | Salem                       | Tituba                | 34 odc. |
| 2019      | Umbrella Academy            | Eudora Patch          | 3 odc.  |
| 2019      | Four Weddings and a Funeral | Julia                 | 4 odc.  |
| 2019–2020 | Opowiedz mi bajkę           | Simone Garland        | 10 odc. |
| 2021      | Tell Me Your Secrets        | Lisa                  | 5 odc.  |
| 2022      | Made for Love               | Zelda                 | 6 odc.  |